# رضا معطریان
رضا معطریان (زادهٔ ۱۳۴۸) عکاس خبری ایرانی است. او با روزنامه‌های، همشهری، صبح امروز، جهان صنعت و شرق همکاری داشته و سابقهٔ دبیری بخش عکس روزنامه‌های هم‌میهن ایران و مجلات مهرنامه و تجربه و صدا و همچنین وب سایت ایران تئاتر را در کارنامهٔ خود دارد.

## زندگی‌نامه

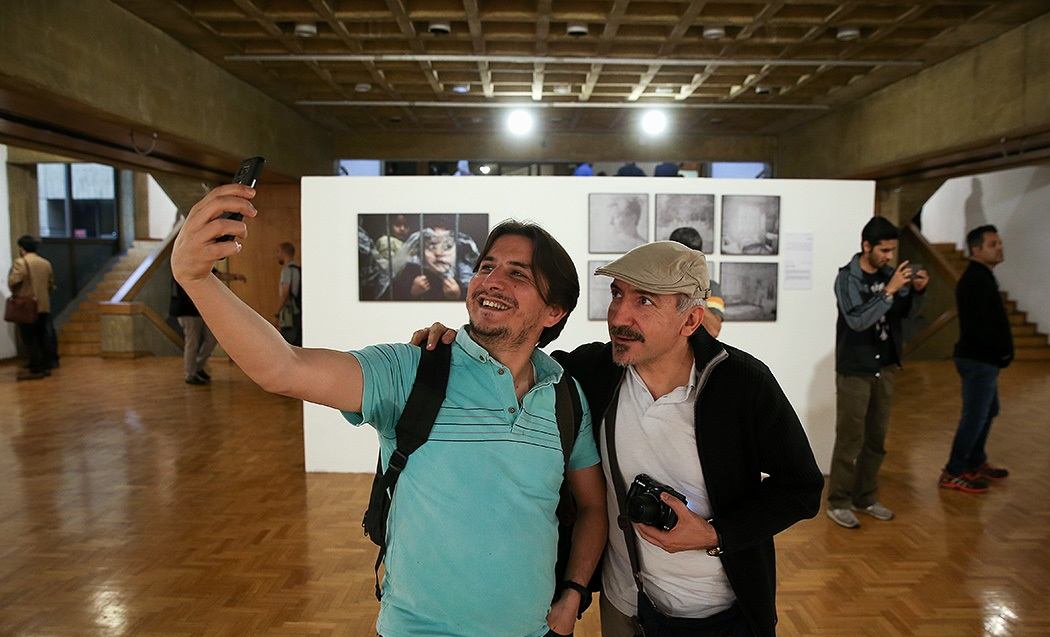
از راست: رضا معطریان و روشن نوروزی در نمایشگاه آثار منتخب ورلدپرس فوتو، ۱۳۹۷

معطریان در سال ۱۳۴۸ در مشهد به دنیا آمد. عکاسی را به صورت خود آموخته فرا گرفت و در سال ۱۳۶۸ همکاری با حوزه هنری سازمان تبلیغات اسلامی را آغاز کرد. او مدیر بخش مسابقه و نمایشگاه عکس سی و چهارمین و سی و پنجمین دورهٔ جشنواره بین‌المللی تئاتر فجر و از اعضای هیئت داوران ششمین دوره جایزهٔ عکس شید و دومین دورهٔ عکس سال مطبوعاتی ایران بوده‌است. همچنین رضا معطریان یکی از داوران مسابقه عکس تئاتر سی و نهمین جشنواره تئاتر فجر بوده است.

## جوایز
- ۱۳۷۶: لوح زیرین و دیپلم افتخار دومین جشنوارهٔ مطبوعات کودک و نوجوان برای فعالیت در زمینهٔ عکاسی برای کودکان و نوجوانان در مجلهٔ آفتابگردان[۸]
- ۱۳۷۷: لوح افتخار پنجمین جشنواره مطبوعات در بخش عکاسی[۹]
- ۱۳۸۳: لوح تقدیر جایزهٔ عکاسی کاوه گلستان[۱۰]
- ۱۳۹۱ نشان ویژه انجمن عکاسان خانهٔ تئاتر برای «حمایت‌های صنفی و تلاش‌های پیگیرانه برای احقاق حقوق عکاسان تئاتر، و ارتقا حق تألیف عکاسان در مسابقات عکاس تئاتر»[۱۱][۱۲]